# Tofo
Los tofos gotáceos o tofos gotosos son depósitos voluminosos de cristales de ácido úrico que se desarrollan en el tejido cartilaginoso, tendones y tejidos blandos. Por lo general, sólo aparecen después de que una persona haya padecido artritis gotosa durante muchos años. Estos depósitos se desarrollan en un 50% de los pacientes con gota y también pueden aparecer en los riñones, llevando a que se presente una enfermedad renal crónica. Otras localizaciones de los tofos gotosos incluyen la bursa del olécranon, los ligamentos periarticulares, el tendón de Aquiles, tejido celular subcutáneo de manos, pies y codos, cartílago nasal, aorta, miocardio, válvulas cardíacas, ojos, lengua, laringe y pene. No se forman tofos en el sistema nervioso central debido a que el ácido úrico no atraviesa la barrera hematoencefálica.